# Bulbophyllum aundense
Bulbophyllum aundense là một loài phong lan thuộc chi Bulbophyllum.